# Вайсенбрунн
Вайсенбрунн (нім. Weißenbrunn) — громада в Німеччині, розташована в землі Баварія. Підпорядковується адміністративному округу Верхня Франконія. Входить до складу району Кронах.
Площа — 26,40 км2. Населення становить 2833 ос. (станом на 31 грудня 2020).